# Annz
annz(あんず)はSecond Lifeを拠点に活動している日本のガールズバンドである。

## 概要
ロックバンド「柳～やなぎ～」の妹ユニットとして結成され、その後4人になった。バーチャル世界内でも活動し、現実世界をリアルと表現している。

## 来歴

### 2008年
- 3月-ソロでピアノの弾語りをしていたカエデとカオルがユニットとして結成。（この時まだ名前がなかった。）
- 4月-シズカがユニットに参加した。
- 5月-グループ名をannzにして、レコーディングを開始。
- 6月-セカンドライフに参加。
- 7月-別バンドで活動していた「Dorothy」がマネージャーに就任。
- 8月8日-SL内でデビューライブを開催。
- 8月30日-現実世界でのライブを開催。
- 11月28日-、「けやきインターナショナル」ライブに参加、Dorothyが正式にメンバーになった。

### 2009年
- 2月19日-シズカが一身上の都合でしばらく活動を休止。（脱退）
- 4月21日-俳優のYuhoがannzに加入。
- 8月13日-ポッドキャストラジオ「玉岡らんじの胸キュン☆ドットネット」ゲスト出演
- 11月ドイツ留学の為、Yuhoが活動を休止し、新たにTSUGUMIが参加。
- 12月6日-現実世界で「ドラマチックパッション」アキバ系のイベントに参加した。

### 2010年
- 2月20日-『杏』のライブ会場限定のCD『DIAMOND』がSLshopで発売。
- 3月30日-デジタルハリウッドのVWBC放送がannzの動画紹介した。この日からRANが加入。
- 7月-アニメイベントライブ「アニマーブル」に参加。（6日、9日）
- 7月25日-『アニマーブルライブ！Live at club Dorothy』に参加。
- 8月25日-人魚 〜コトバ・アツク・アツク〜をリリース。

### 2011年
- Dorothyが脱退したため活動休止になる。[1]。

## メンバー
- TUGUMI（つぐみ、本名：相馬亜美）ギター＆ボーカル　：メンバー内では萌え担当である。
- kaede（かえで）キーボード＆コーラス：ピアノの先生もしている。
- RAN（らん）ベース＆コーラス:2010年3月に加入。

## 元メンバー
- シズカ:2009年2月19日で諸事情で脱退。
- Yuho:女優であるが、ドイツ留学の為、脱退。
- Dorothy（どろしー）ドラム＆コーラス：イギリス留学の為、脱退。

## 楽曲

### シングル
- 1stシングル「人魚 ～コトバ・アツク・アツク～」

## 配信限定
- DIAMOND（SLshop限定販売。）

## 未発表
- 手紙
- 眠り姫
- 美しき世界
- 愛のレシピ
- コスモロジック
- 君に贈る歌

## TV
- 「てくてくTV」（東急ケーブルTV）

## 雑誌
- 雑誌Player10月号。